# Hanka Ordonówna

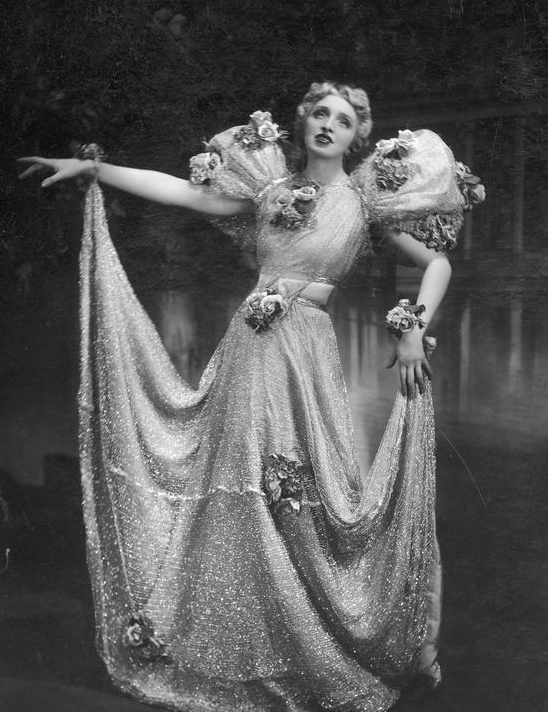
Hanka Ordonówna (1937)

Hanka Ordonówna, geb. Anna Maria Pietruszyńska (* 25. September 1902 in Warschau; † 8. September 1950 in Beirut) – war eine polnische Chansonsängerin, Tänzerin und Schauspielerin.
Ihre Chansons waren populäre Schlager in Polen zwischen den Weltkriegen. Ihre Melodien sind bis heute bekannt. Die Musik für Ordonówna schrieb u. a. Henryk Wars.

## Die bekanntesten Schlager
- Na pierwszy znak - Das erste Zeichen – Audio
- Na pierwszy znak - Das erste Zeichen – Video
- Miłość ci wszystko wybaczy - Die Liebe wird dir alles verzeihen  – Video (Henryk Wars, "Oldlen" – Julian Tuwim)
- Szczęście raz się uśmiecha - Das Glück lächelt nur einmal
- Jeśli kochasz mnie - Wenn du liebst mich (T. Müller, Emanuel Schlechter)
- Każda z pań moderne - Jede von Frauen moderne
- Kogo nasza miłość obchodzi - Wen geht unsere Liebe an
- Ja śpiewam piosenki... Ich singe meine Lieder, um die Leute zu trösten...
- Jesienna piosenka - Herbstlied
- - Wie ein Rauch von der Zigarette (J. Bos, Hanka Ordonówna)
- Ordonówna singt ihre Chansons
- Photos von Ordonówna